# Пешлош, Жозеф
Луи Жозеф Лувен де Пешлош (фр. Louis Joseph Louvain de Pescheloche; 1751—1805) — французский военный деятель, майор (1803 год), участник революционных и наполеоновских войн.

## Биография
Начал службу 30 июня 1768 года простым солдатом в Фландрском пехотном полку. 29 июня 1770 года стал капралом. 30 марта 1772 года вышел в отставку. 1 сентября 1789 года вступил в оплачиваемую национальную гвардию Парижа в звании капитана штаба. В августе 1790 года выполнял опасную миссию в Нанси. 1 января 1792 года стал капитаном 30-й дивизии жандармов. В 1792-93 годах действовал в авангарде Мозельской и Северной армий. 5 октября 1793 года стал адъютантом генерала Гарнье. 15 июля 1795 года стал помощником полковника штаба. Служил в Зеландии. 2 июня 1798 года произведён в командиры эскадрона и был назначен начальником штаба 2-й дивизии Батавской армии. Был послан Директорией с очень важной миссией к генералу Жуберу. После этого зачислен в штаб Галло-Батавской армии. В декабре 1799 года был послан военным министром в Лондон, и после возвращения имел встречу с Наполеоном. 20 января 1802 года был назначен командиром эскадрона 1-го кавалерийского полка. 29 октября 1803 года произведён в майоры, и назначен заместителем командира 15-го драгунского полка. Участвовал в Австрийской кампании 1805 года в составе 4-й драгунской дивизии Великой Армии. Командовал 15-м драгунским полком вместо полковника Николя Бартельми, который возглавлял в ходе кампании 4-й полк пеших драгун. 2 декабря 1805 года блестяще проявил себя в Аустерлицком сражении. На следующий день был смертельно ранен в ходе преследования разбитой армии союзников.

## Награды
Легионер ордена Почётного легиона (25 марта 1804 года)